# Balkan-Bergschrecke
Die Balkan-Bergschrecke (Psorodonotus illyricus) gehört innerhalb der Ordnung der Langfühlerschrecken zur Familie der Laubheuschrecken.

## Merkmale
Die Balkan-Bergschrecke unterscheidet sich in ihrem Körperbau von allen anderen europäischen Singschrecken. Der Hinterleib ist vorne dick und wird nach hinten zu immer schmaler. Der Halsschild ist am Hinterrand stark verlängert. Der Kopf ist groß und die Mandibeln sind kräftig. Ihre Fühler sind für eine Langfühlerschrecke ungewöhnlich kurz, sie reichen – nach hinten gelegt – knapp bis zur Mitte des Hinterleibs. Die Balkan-Bergschrecke besitzt kräftige, an den Unterschenkeln mit Stacheln besetzte Beine. Die Färbung ist weniger variabel als bei der Alpenschrecke. Sie reicht von olivgrün über graubraun bis hin zu rotbraun. Kopf und Hinterleib sind immer etwas blasser gefärbt als der Thorax. Der Bauch ist gelblich. Die Färbung ist bei den Geschlechtern gleich. Die verkürzten Flügel des Männchens reichen etwa 5 Millimeter unter dem Thorax hervor, die des Weibchens werden ganz verdeckt. Die Cerci des Männchens besitzen an der Basis einen nach innen gerichteten Zahn. Der Legebohrer des Weibchens erreicht fast Körperlänge und ist leicht nach unten gebogen. Die Balkan-Bergschrecke wird 26 bis 35 Millimeter lang.

## Lebensweise und Verbreitung
Die Balkan-Bergschrecke kommt auf Bergwiesen und Geröllfeldern in Höhen von 1500 bis 2500 Metern vor und lebt ausschließlich auf dem Boden. Sie ist, was ihre Namensgebung andeutet, vorwiegend auf dem Balkan beheimatet. Sie ist auch in Italien und in Südosteuropa von Istrien über Serbien und Montenegro, Griechenland, Bulgarien und Rumänien bis in die Türkei verbreitet.
Sie gibt kurze, schrille Töne von sich, zwischen denen immer eine kurze Pause liegt. Die Imagines treten von Juli bis August auf, Weibchen erscheinen vereinzelt noch im September.